# Vonko
Vonko (fl. 1400-1401) fue un «serbio-albanés-búlgaro-valaco» que conquistó Arta de la familia Espata en 1400, que la mantuvo hasta finales de 1401, cuando los Espata recuperaron la ciudad.
No se sabe mucho de Vonko. En una crónica monástica griega, la Crónica de Proclo y Comneno (también conocida como la Crónica de Ioánina) del monasterio de san Pantaleón en Ioánina, la última inclusión menciona: «octubre 29, el miércoles (1400), el déspota Espata entra en la Eternidad (muere). Inmediatamente después, su hermano Esguro retiene Arta. Después de algunos días, el serbio-albanés-búlgaro-valaco Bokoes (Vonko) atacó y expulsó a Esguro, y comenzó a reunir a todos los ancianos y los encarceló en el fuerte, y destruyó sus posesiones». Trató mal a los ciudadanos, y pidieron ayuda a la República de Venecia.
A finales de 1401, Vonko había sido expulsado de Arta. Esguro no retuvo la ciudad, sino que su sobrino Mauricio Espata se hizo cargo de Arta y Esguro se hizo cargo de Angelokastro. No se menciona más de Vonko.
G. Schiro, que estudió la genealogía de los Espata, asumió que el nombre (Bokoes en el texto original) es una variante de Bua, basándose en datos lingüísticos y en el hecho de que Bua inicialmente tenía la forma de Buchia.